# معدل انتقال بخار الرطوبة
معدل إرسال بخار الرطوبة (MVTR)، وهو أيضاً معدل نقل بخار الماء (WVTR)، هو مقياس لمرور بخار الماء من خلال مادة.
هناك العديد من الصناعات حيث التحكم في الرطوبة أمر بالغ الأهمية. يتم وضع المواد الغذائية الحساسة والمستحضرات الصيدلانية الحساسة في تغليف مع MVTR المتحكم به لتحقيق الجودة والسلامة ومدة الصلاحية المطلوبة. في الملابس، ساهم MVTR كمقياس للتهوية في توفير راحة أكبر لمرتدي الملابس للنشاط الخارجي. كما تقوم صناعة مواد البناء بإدارة خصائص حاجز الرطوبة في المكونات المعمارية لضمان مستويات الرطوبة الصحيحة في المساحات الداخلية للمباني. تحتاج الأجهزة الإلكترونية الضوئية المستندة إلى المواد العضوية، والمعروفة باسم OLEDs عمومًا، إلى تغليف ذي قيم منخفضة من WVTR لضمان الأداء نفسه على مدار عمر الجهاز.

## قياس
هناك تقنيات مختلفة لقياس MVTR ، تتراوح بين تقنيات قياس الجاذبية التي تقيس كسب أو فقدان الرطوبة بالكتلة، إلى تقنيات مفيدة للغاية، والتي في بعض التصميمات يمكن أن تقيس معدلات انتقال منخفضة للغاية. يجب أن تؤخذ العناية الخاصة في قياس المواد المسامية مثل الأقمشة، لأن بعض التقنيات غير مناسبة. لمستويات منخفضة للغاية، العديد من التقنيات ليس لديها حل كاف. يتم وصف العديد من الطرق القياسية في ISO ، ASTM ، BS ، DIN إلخ، وهي غالباً ما تكون خاصة بالصناعة. غالبًا ما تكون الشركات المصنعة للأدوات قادرة على توفير طرق اختبار مطورة للاستغلال الكامل للتصميم المحدد الذي تقوم ببيعه. البحث عن الأداة الأكثر ملاءمة هو مهمة متحمسة وهي في حد ذاتها جزء من القياس.
 الظروف التي يتم فيها إجراء القياس لها تأثير كبير على النتيجة. يجب قياس درجة حرارة وتدفق الرطوبة عبر العينة وقياسها وتسجيلها مع النتيجة. نتيجة MVTR دون تحديد هذه الشروط يكاد يكون عديم المعنى. بالتأكيد لا يجب مقارنة أي نتيجة إلا إذا كانت الشروط معروفة. الوحدة الدولية الأكثر شيوعًا لـ MVTR هي g / m² / day. في الولايات المتحدة الأمريكية، g / 100in² / day قيد الاستخدام أيضًا، وهو 0.064516 (حوالي 1/15) من قيمة وحدات g / m² / day. قد تكون المعدلات النموذجية في شرائح رقائق الألومنيوم منخفضة تصل إلى 0.001 جم / م 2 / يوم، في حين أن معدل الأقمشة يمكن أن يصل إلى عدة آلاف غم / م² / يوم.[بحاجة لمصدر]
 في كثير من الأحيان، يتم إجراء اختبار الحاجز على ورقة من المواد. يمكن أن تكون العمليات الحسابية المستندة إلى ذلك مفيدة عند تصميم الهياكل المكتملة والملابس والحزم. تعتبر الحامات، التجاعيد، نقاط الوصول، وأختام التسخين حرجة لأداء الاستخدام النهائي. على سبيل المثال، قد يكون زجاج الزجاجة حاجزًا فعالًا تمامًا، ولكن إغلاق غطاء اللولب وبطانة الإغلاق قد لا تكون كذلك. يوصى في كثير من الأحيان بالتحقق من الأداء والتحقق من الحاويات الكاملة أو الهياكل أو الأشياء غير النظامية.
 بالنسبة للحالة الخاصة من OLEDs ، حيث تكون مستويات التخلل المسموح به في مستوى 10−6 جم / م² / يوم، فإن الطرق المفضلة تستغل أكسدة فلز عند التعرض للماء.

### معايير تنظيم USP
بالنسبة لإيداع الأدوية في الولايات المتحدة، تعتبر معايير USP إلزامية ويجب تنفيذها وفقًا لذلك.
- USP <671>

### معايير ASTM
- ASTM D1434 - طريقة الاختبار القياسية لتحديد خصائص نفاذية الغاز للفيلم والرقائق البلاستيكية ASTM D3079 - الطريقة القياسية لاختبار نقل بخار الماء للحزم المرنة مختومة الحرارة للمنتجات الجافة ASTM D4279 - طرق الاختبار القياسية لانتقال بخار الماء من حاويات الشحن - طرق ثابتة ودورات ASTM D7709 طرق الاختبار القياسية لقياس معدل نقل بخار الماء (WVTR) من الزجاجات والبثور الدوائية ASTM E96 - طرق الاختبار القياسية لنقل مواد بخار الماء ASTM E398 - الطريقة القياسية لاختبار معدل نقل بخار الماء للمواد الورقية باستخدام قياس الرطوبة النسبية الديناميكية ASTM F1249 - الطريقة القياسية لاختبار معدل نقل بخار الماء من خلال فيلم البلاستيك والأغطية باستخدام جهاز استشعار بالأشعة تحت الحمراء مضبوطة ASTM F2298- طرق الاختبار القياسية لمقاومة انتشار بخار الماء ومقاومة تدفق الهواء لمواد الملابس باستخدام خلية تخليص الرطوبة الديناميكية ASTM F2622 - الطريقة القياسية لاختبار معدل نقل غاز الأكسجين من خلال فيلم البلاستيك والأغطية باستخدام أجهزة الاستشعار المختلفة